# Anna Kochnowicz-Kann
Anna Beata Kochnowicz-Kann (ur. 1960 w Koszalinie) – polska dziennikarka, pisarka, reportażystka i dokumentalistka. Członkini zarządu Unii Literackiej w kadencji 2023–2025.

## Życiorys
Ukończyła filologię polską na Uniwersytecie im. Adama Mickiewicza w Poznaniu. W latach 1994–2009 pracowała w poznańskim ośrodku Telewizji Polskiej. Pełniła również funkcję rzeczniczki prasowej poznańskich instytucji: Teatru Wielkiego im. Stanisława Moniuszki, Uniwersytetu Artystycznego im. Magdaleny Abakanowicz, oraz Akademii Muzycznej im. Ignacego Jana Paderewskiego. W 2014 roku zadebiutowała na rynku literackim. Napisała wtedy książkę o flamenco zatytułowaną Do zobaczenia w Barcelonie. W 2015 ukazała się jej kontynuacja, Powrót do Barcelony, a w 2016 trzecia część Barcelona na zawsze. W trakcie swojej kariery zawodowej zrealizowała filmy m.in. o Polskim Teatrze Tańca, Janie A.P. Kaczmarku i baroku misyjnym. Publikowała teksty w portalach e-teatr.pl, oraz Kultura u Podstaw. Laureatka Nagrody Marszałka Województwa Wielkopolskiego w dziedzinie twórczości artystycznej, upowszechniania i ochrony dóbr kultury.
Współrealizatorka blisko 40 spektakli teatralnych dla TVP Kultura. Autorka kilkudziesięciu filmów dokumentalnych, w tym „Nierozpoznani” o Magdalenie Abakanowicz i jej monumencie, „Dojrzewanie” o Jerzym Satanowskim, oraz pełnometrażowego filmu koncertowego „Graupner. For viola d'amore & more”. 

## Książki
- Do zobaczenia w Barcelonie, Bielsko-Biała: Wydawnictwo Pascal, 2014, ISBN 978-83-7642-368-5

- Powrót do Barcelony, Bielsko-Biała: Wydawnictwo Pascal, 2015, ISBN 978-83-7642-576-4

- Barcelona na zawsze, Bielsko-Biała: Wydawnictwo Pascal, 2016, ISBN 978-83-7642-802-4

- Z powodu lalek: o Januszu Ryl-Krystianowskim (zapiski z pamięci), Wydanie I, Poznań: Wydawnictwo Miejskie Posnania, 2024, ISBN 978-83-7768-404-7